# 23. kongres Občanské demokratické strany
23. kongres ODS se konal 3. – 4. listopadu 2012 v Brně, na tamním výstavišti. 

## Dobové souvislosti a témata kongresu
Kongres se konal po dvou letech od sněmovních voleb 2010, po nichž vznikla většinová pravostředová koalice ODS, TOP 09 a Věcí veřejné (vláda Petra Nečase). Ta ovšem opakovaně čelila vnitřním rozporům a krizím, přičemž v dubnu 2012 strana Věci veřejné z koalice odešla, ale část jejích poslanců a ministrů ustavila odštěpeneckou formaci LIDEM - liberální demokraté, jež pokračovala v koaliční spolupráci, ovšem nyní již v rámci koalice s nevýraznou sněmovní většinou. ODS neuspěla v krajských volbách 2012 a souběžně probíhajících senátních volbách 2012. Ve straně navíc rostla opozice proti politice Petra Nečase a jím vedené koaliční vlády. Tato rebelie v ODS vrcholila právě v týdnech před kongresem, kdy skupina poslanců (například Petr Tluchoř, Marek Šnajdr či Ivan Fuksa) odmítla podpořit plán na zvýšení daní a stupňovala svou kritiku předsedy ODS.
Kongres byl volební a krátce před samotnou volbou vedení se jako vyzyvatel Petra Nečase postavil Ivan Fuksa. Petr Nečas svůj mandát obhájil poměrem 351 : 178 hlasů, nicméně nezískal výraznou většinu delegátů. Rebelové zároveň pokračovali v kritice vládních daňových záměrů (a jejich odpor skončil až několik dní po kongresu dohodou, v jejímž rámci se někteří z nich vzdali poslaneckého mandátu, čímž daňové předlohy mohly projít sněmovnou). Kongres rovněž zvolil výrazně nové užší vedení strany. 1. místopředsedou se stal Martin Kuba, který nahradil Miroslavu Němcovou. Ve volbách na posty řadových místopředsedů výrazně uspěl Jiří Pospíšil, kterého přitom v červnu 2012 Petr Nečas odvolal z vlády.
Kongres konstatoval, že prioritou ODS je pokračování koaliční vlády s TOP 09 a LIDEM a vyzval rebelující poslance, aby ukončili své akce a respektovali většinové stanovisko poslaneckého klubu ODS. Vyzval delegáty, aby maximálně podpořili v nadcházejících přímých prezidentských volbách kandidáta ODS Přemysla Sobotku. V evropských otázkách kongres odmítl zapojení Česka do takzvané bankovní unie.

## Personální složení vedení ODS po kongresu
- Předseda – Petr Nečas
- 1. místopředseda – Martin Kuba
- Místopředsedové – Pavel Blažek, Tomáš Chalupa, Miroslava Němcová, Jiří Pospíšil

- Výkonná rada ODS – Pavel Blažek, Filip Dvořák, Petr Fiala, Jiří Gaudl, Vladimír Homola, Jiří Hos, Pavel Hurda, Tomáš Chalupa, Roman Jurečko, Jiří Kadrnka, Pavel Karpíšek, Robert Knobloch, Michal Kortyš, Petr Kozák, Martin Kuba, Jan Kubata, Jaroslav Kubera, Libor Lukáš, Petr Maroš, Jan Mraček, Petr Nečas, Miroslava Němcová, Martin Novotný, Raduan Nwelati, Zdeněk Pánek, Jiří Pospíšil, Jan Skopeček, Josef Slovák, Přemysl Sobotka, Pavel Staněk, Zbyněk Stanjura, Bohuslav Svoboda, Igor Svoják, David Šeich, Jiří Šneberger, Evžen Tošenovský, Andrea Vlásenková, Veronika Vlková, Marta Výmolová, Miloš Vystrčil, Jan Zahradil, Jiří Žák[2][4]